# Socjalistyczna Partia Malezji
Socjalistyczna Partia Malezji (malajski Parti Sosialis Malaysia) – malezyjska, socjalistyczna partia polityczna założona w 1998 roku. 

## Historia
Ugrupowanie powstało w 1998 roku jako odnoga Malezyjskiej Partii Ludowej. Początkowo Rząd Federalny Malezji odmówił rejestracji partii tłumacząc to względami zachowania bezpieczeństwa publicznego w kraju. Po blisko trwającej dziesięć lat batalii sądowej rząd wydał zgodę na rejestrację partii 19 sierpnia 2008 roku. Stało się to możliwe między innymi dzięki decyzji sądu apelacyjnego z 2006 roku, który uznał wcześniejszą odmowę rejestracji za niezgodną z podstawowymi prawami konstytucyjnymi Malezji.
W czerwcu 2010 roku podczas kongresu PSM podjęto decyzję, iż ugrupowanie nie zostanie częścią koalicji partii opozycyjnych - Sojuszu Ludowego (Pakatan Rakyat).  

## Poparcie
W 2009 roku Socjalistyczna Partia Malezji zdobyła jedno miejsce w izbie niżej malezyjskiego parlamentu (Dewan Rakyat). Michael Jeyakumar Devaraj uzyskał mandat parlamentarny w stanie Perak, stając się pierwszym od blisko czterdziestu lat socjalistycznym politykiem zasiadającym w malezyjskim parlamencie.